# Ooencyrtus smirnovi
Ooencyrtus smirnovi är en stekelart som beskrevs av Svetlana N. Myartseva 1986. Ooencyrtus smirnovi ingår i släktet Ooencyrtus och familjen sköldlussteklar. Inga underarter finns listade i Catalogue of Life.